# 16683 Alepieri
16683 Alepieri este un asteroid din centura principală de asteroizi.

## Descriere
16683 Alepieri este un asteroid din centura principală de asteroizi. A fost descoperit pe 3 mai 1994 la San Marcello Pistoiese de Luciano Tesi și Gabriele Cattani. Asteroidul prezintă o orbită caracterizată de o semiaxă mare de 3,04 ua, o excentricitate de 0,11 și o înclinație de 3,9° în raport cu ecliptica.